# Capela de São Sebastião de Entradas
A Capela de São Sebastião de Entradas, igualmente conhecida como Ermida de São Sebastião do Canal, é um edifício religioso situado junto à vila de Entradas, no Município de Castro Verde, em Portugal. 

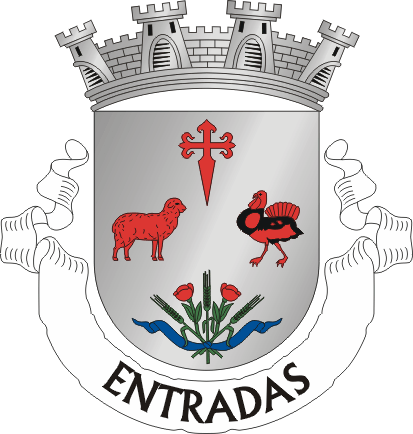
Brasão de Entradas, onde está representada a Ordem de Santiago, testemunhando a ligação entre a freguesia e a ordem militar.

## Descrição
A capela está situada junto ao cemitério de Entradas, numa elevação a cerca de 500 m da vila, no sentido Sudoeste. O edifício é de aparência muito simples, tendo sido construído com os materiais disponíveis na região. No seu interior, destacam-se o retábulo, em madeira pintada, e a moldura do arco triunfal, decorada com pinturas, sendo ambos provavelmente do período setecentista.

## História
Apesar da maior parte da documentação mencionar a capela como tendo sido construída no século XVII, os registos das visitações da Ordem de Santiago remetem a sua construção para os princípios da centúria anterior. Com efeito, a visitação de 1510 relata que o edifício tinha sido reconstruído. Terá sido erguida por ordem de Rodrigues Anes Caçapo, comprometendo-se os seus herdeiros a assegurar a manutenção do templo. Esta visitação descreve ainda a capela como sendo de configuração simples, com paredes em barro e a cobertura em telha vã, enquanto que no seu interior tinha um altar em taipa e várias pinturas, incluindo uma de São Sebastião. Porém, na visitação de 1565 alertou-se para o avançado estado de degradação do edifício, motivado pela falta de vontade ou de recursos económicos por parte da família de Rodrigues Caçado. Nas Memórias Paroquiais de 1758 o edifício foi descrito como sendo administrado pela Câmara, mas não surge qualquer referência ao seu estado de conservação. O retábulo e a moldura do arco triunfal são provavelmente do século XVIII.
Em 24 de Abril de 1985, a Câmara Municipal de Castro Verde abriu o procedimento para a classificação do imóvel, mas em 20 de Novembro de 2008 a Direcção Regional de Cultura do Alentejo propôs o cancelamento do processo, por considerar que não tinha valor nacional, tendo o despacho de encerramento sido emitido em 28 de Novembro de 2008, pelo Instituto de Gestão do Património Arquitectónico e Arqueológico. Durante o século XX, a capela foi alvo de obras de restauro.
Em 2016, foram feitos trabalhos arqueológicos no edifício, no âmbito da preparação da Carta do Património do Concelho de Castro Verde.